# Manuae (Franska Polynesien)

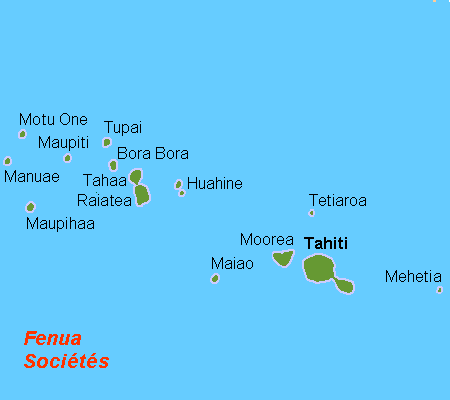
Översiktskarta

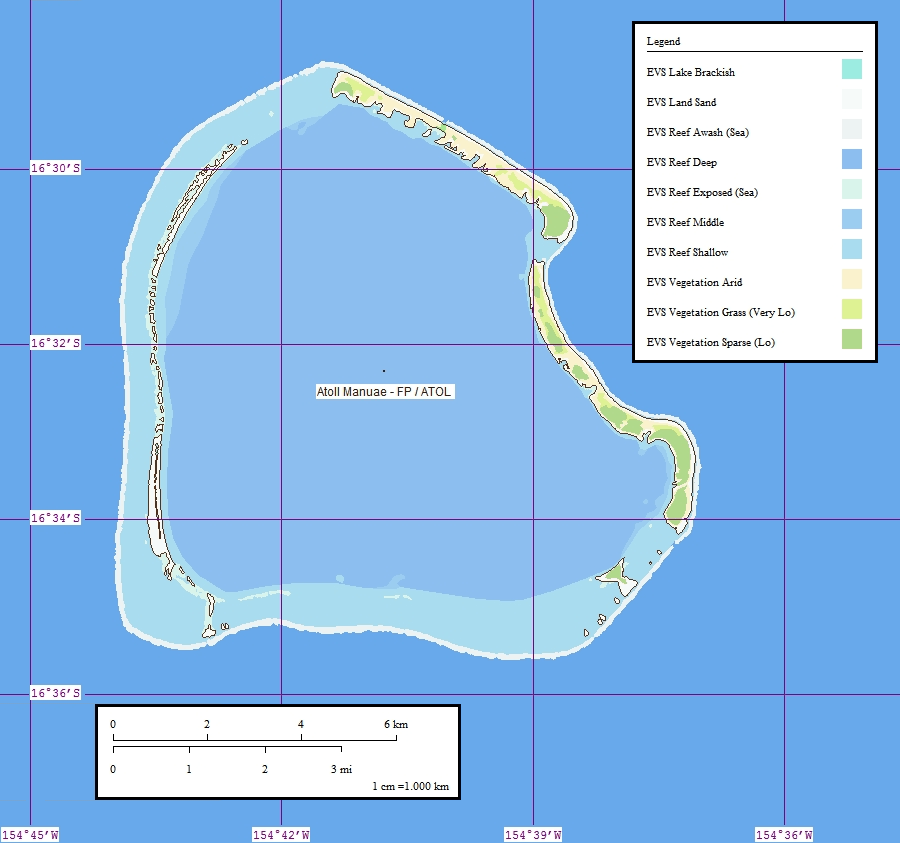
karta över Manuae-atollen

Manuae (franska île Manuae, tidigare Scilly) är en ö i Franska Polynesien i Stilla havet.

## Geografi
Manuae-atollen ligger i ögruppen Sällskapsöarna och ligger ca 370 km nordväst om Tahiti.
Huvudön har en area om ca 4 km² och är obebodd, förvaltningsmässigt tillhör atollen Maupiti.
Högsta höjden är endast någon m ö.h. och atollen omges av ett rev med flera motu (småöar) innanför.

## Historia
Manuae har troligen alltid varit obebodd. Atollen upptäcktes av brittiske Samuel Wallis 1767.
Ön beboddes 1855 i ca 2 månader av de skeppsbrutna från fartyget Julie Ann innan dessa lyckades bygga en båt och ta sig till Raiatea.
1903 införlivades ön tillsammans med övriga öar inom Franska Polynesien i det nyskapade Établissements Français de l'Océanie (Franska Oceanien).
Sedan 1992 är lagunen ett naturskyddsområde.